# 乡贤牌坊
乡贤牌坊，位于中国广东省肇庆市封开县南丰镇侯村，为封开县县级文物保护单位，类型为古建筑，公布时间为1985年4月12日。
乡贤牌坊的历史年代为清初。